# リヤカー (陸上自衛隊用)

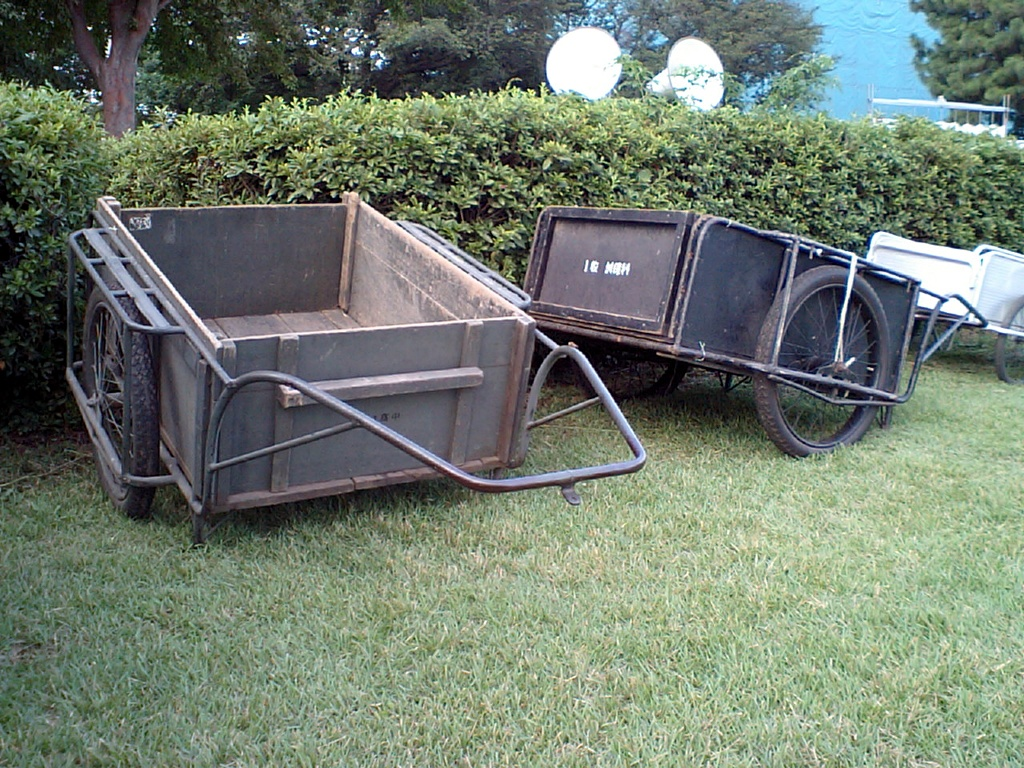
下志津駐屯地で使われているリヤカー

リヤカーとは、自衛隊内で使用されている多目的人力輸送車である。特に陸上自衛隊の各駐屯地では多数が活用されている。これらは制式採用されてはいないものの、野戦仕様の107mm迫撃砲M2運搬用カートに限っては"M1A1運搬車"という制式名称が与えられている。

## 運用
演習においては徒歩行進にて迫撃砲から水・食料、あるいは駐屯地内の各種作業など、軽貨物の運搬に利用されている。派生品として84mm無反動砲運搬専用リヤカーなどもある。
車両運行ができない地域においてもリヤカーに物資を積載し、数人で運搬する方法もある。この際には、手で持つ部分に改良を加え、1台のリヤカーを4-6名で運搬できる様にしたリヤカーも存在する。
非常に重量の大きな物を運んだ場合、タイヤのパンクなども考えられるため、タイヤの修理方法や予備タイヤの用意が必要であるが、いずれも低コストで実行可能である。
駐屯地の一般開放ではハリボテを被せ装飾した車両で作業に当たることもある。

## 特徴

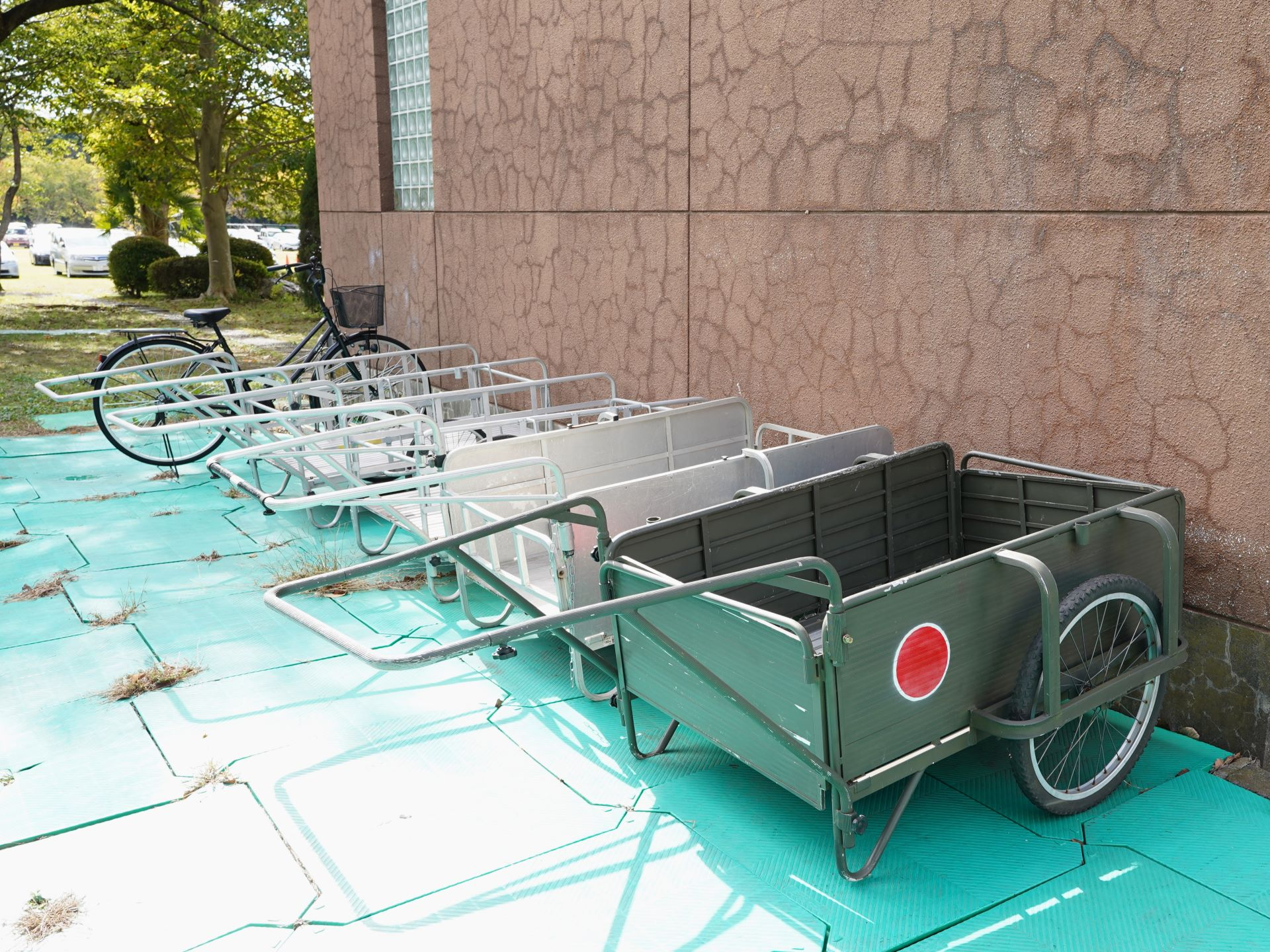
陸上自衛隊立川駐屯地の建物脇に整列するリヤカー。陸上自衛隊のヘリコプターに準じた塗装が施さたものや、アルミ製の無塗装のものなどが混在して使用される。2023年10月29日撮影。

主に鉄パイプと木の板でできたものが主流であるが、アルミ製、折りたたみ式など様々なものがある。いずれにしても自衛隊納入仕様などといったものではなく、民生品をそのままを購入して利用されている。制式化されたものではないので、○○式などと言った名称もなく、公募愛称もない。
汎用品とはいえ、車体には所有している（購入した）部隊名が書かれる。隊員の遊び心でペンキでかかれたナンバープレートや車体には軍用色のOD色塗装のみならず、2色や4色迷彩、お手製の6桁の自衛隊ナンバーを取り付け、車体の前部または後部に桜のマークを描くなど凝った仕様もある。
自衛隊の機材につけられる銘板もないが、員数としては当然計上されており、計画して購入されている。部隊の予算によっては旧来の物が運用される。基地通信中隊の派遣隊や警務隊連絡班など、特別な予算がない部隊は、他部隊で廃棄処分になったものを譲渡され、使用しているケースも多い。
構造が簡単なため、スクラップなどを再生利用して自作する場合もある。

## 海上自衛隊

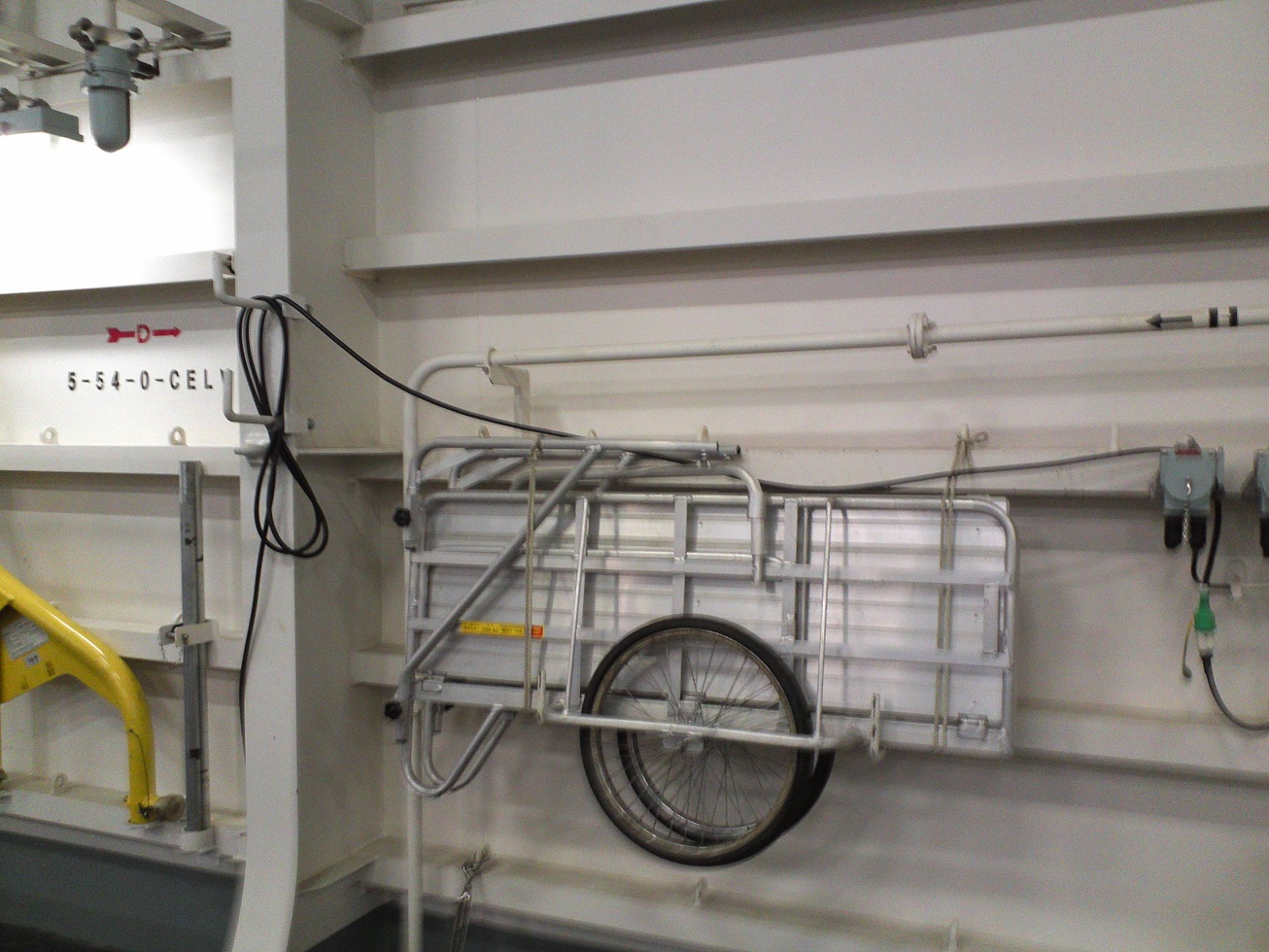
「ひゅうが」のヘリ格納庫に搭載されたアルミ製折りたたみ式リヤカー（海上自衛隊）

海上自衛隊においては、基本的に艦や部隊ごとで固有のリヤカーを保有しており、母港である基地や航空基地等において使用する。私費を出し合い運用している。
構造的には通常型のリヤカーであり軽貨物の輸送に使われる。
僚艦の火災や基地近隣の一般火災に対する出動（派遣防火部署）の際は、｢派遣防火隊｣と書かれた幟を装備し、防火衣や空気ボンベ、ホース、レスキューツール等を運ぶ｢消防車両｣となる。
陸自装備のものと同様、凝った塗粧を施した物も少なくない。また、一部ノーパンクタイヤを装備した物もある。
艦艇に搭載されるリヤカーは母港以外の入港先における使用を想定し、軽量で場所を取らず錆びにくいアルミ製折りたたみ式が普及している。港湾や航空基地では折りたたみ式でなくとも海に近いためアルミ製が選択されることが多い。
海上自衛隊では母港や飛行場において自転車で移動することが多く、｢艦長専用車｣や｢司令専用車｣で１佐や２佐が自ら移動(陸上自衛隊であれば運転手付きの部隊長車で移動する)し、自転車置き場には、｢艦長専用｣や｢司令専用｣駐輪スペースが設けられている艦もある。このため自転車を購入後にリヤカーを牽引できるように金具を付けることが多い。リヤカーと同じく寄航地専用の折り畳み自転車を装備している艦もある。

## 航空自衛隊

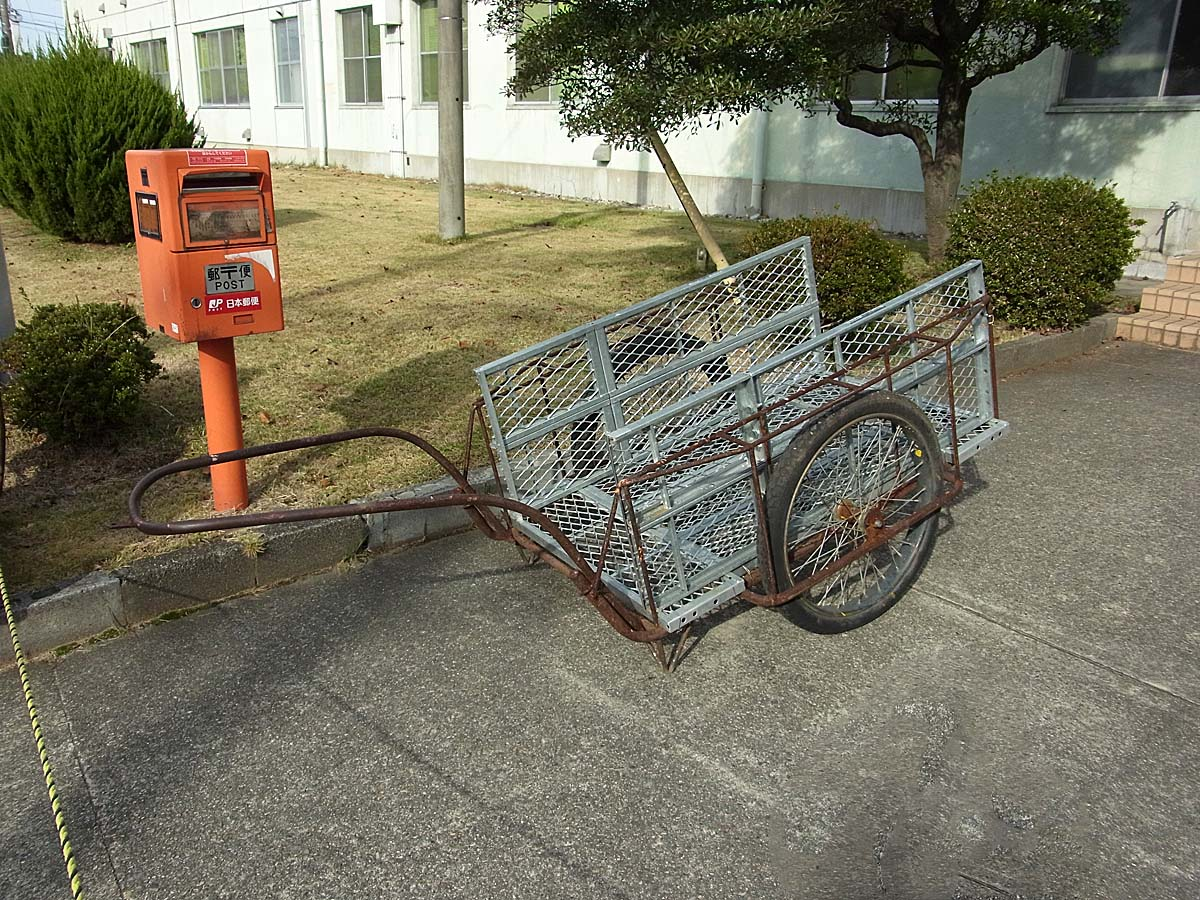
金網タイプのリヤカー（航空自衛隊）

航空自衛隊では陸自と同じく鉄パイプと木製板のリヤカーが多いが、金属製も普及している。
航空機の整備に使われる多数の工具など細かい物品の一括運搬などにも使われている。

## 防衛大学校
防衛大学校では自動車の免許を有しない者が大半であるため、運搬作業の主力となっている。

## M1A1運搬車
米軍のM2 107mm迫撃砲には「M1A1」という専用の運搬用カートが用意されており、陸上自衛隊でも同迫撃砲の導入に伴い、カートをM1A1運搬車として制式に装備したという。搭載重量は迫撃砲本体155キログラム、背嚢などの個人装備をくくり付け、250-300キログラムに達するが、多少の悪路でも走行が可能である。移動にはT字バーの両側に1名ずつと、車体後部に推進用人員が2名つくほか、ロープを結びつけ、最大8名程度で運行する。現在は120mm迫撃砲 RTの導入により、退役が進んでいる。